# Hyperolius cinnamomeoventris
Hyperolius cinnamomeoventris is een kikkersoort uit de familie van de rietkikkers (Hyperoliidae). De soort werd voor het eerst wetenschappelijk beschreven door José Vicente Barbosa du Bocage in 1866. Oorspronkelijk werd de wetenschappelijke naam Hyperolius cinnamomeo-ventris gebruikt.
De soort komt voor in grote delen van midden- en zuidelijk Afrika, van Kameroen en de Centraal-Afrikaanse Republiek tot Angola en Zambia. Het is een veel voorkomende soort. De rug van de kikker is groen, de buik kaneelkleurig (cinnamomeoventris betekent zoveel als "met kaneel(kleurige) buik"). Langs de flanken loopt een zwarte band.